# Mazcuerras
Mazcuerras település Spanyolországban, Kantábria autonóm közösségben. Mazcuerras Cabezón de la Sal, Reocín, Cartes, Los Corrales de Buelna, Cieza és Ruente községekkel határos. Lakosainak száma 2093 fő (2024).

## Népesség
A település népessége az elmúlt években az alábbi módon változott:
| Lakosok száma | 1871 | 1946 | 2010 | 2087 | 2127 | 2131 | 2125 | 2105 | 2095 | 2093 |
|               | 2001 | 2004 | 2007 | 2009 | 2012 | 2014 | 2017 | 2019 | 2022 | 2024 |